# Dimos Ikaria
Dimos Ikaria (Ikaria, Icaria) är en kommun i Grekland.   Den ligger i prefekturen Nomós Sámou och regionen Nordegeiska öarna, i den östra delen av landet, 220 km öster om huvudstaden Aten. Antalet invånare är 8 354. Arean är 255 kvadratkilometer. Dimos Ikaria ligger på ön Nísos Ikaría.
Terrängen i Dimos Ikaria är varierad.